# US Open 2009 (golf)
Het 109e U.S. Open kampioenschap (golf) vond plaats van 18 tot 22 juni 2009 op de Black Course (par 70) van Bethpage State Park op Long Island (New York). Het was de tweede maal dat het U.S. Open op deze baan werd betwist; de eerste keer was in 2002 toen Tiger Woods won. Ditmaal was Lucas Glover de winnaar met een score van 276 slagen, vier onder par. Het was de eerste grote zege van de 29-jarige Amerikaan. 
Het toernooi werd geplaagd door zware regenval waardoor het pas op maandag de 22e in plaats van zondag de 21e eindigde. De eerste ronde op donderdag de 18e moest al om kwart over tien 's ochtends afgebroken worden omdat er te veel water op de greens stond. De meeste spelers waren toen nog niet eens begonnen. Er werd die dag niet meer gespeeld en de ronde werd op vrijdag verder afgewerkt. Mike Weir uit Canada stond na ronde 1 aan de leiding met 64 slagen (6 onder par).
De tweede ronde begon op vrijdagnamiddag en werd op zaterdagochtend afgewerkt. Mike Weir behield zijn score van min zes, maar werd voorbijgestoken door de Amerikanen Ricky Barnes (min acht) en Lucas Glover (min zeven).
De derde ronde begon nog op zaterdag maar moest alweer vanwege zware regenval worden onderbroken en op zondag hervat. Ricky Barnes en Lucas Glover speelden even par en behielden hun toppositie. Ze bouwden een voorsprong uit van vijf respectievelijk vier slagen op hun eerste achtervolgers, de Amerikaan David Duval en de Engelsman Ross Fisher (beiden min 3). Mike Weir viel terug naar min 2.
De vierde en laatste ronde begon op zondagavond en werd maandagochtend hervat. De leider na ronde 3, Ricky Barnes, moest vijf bogeys incasseren op de eerste negen holes. Met zijn score van zes over par verloor hij de koppositie aan Lucas Glover, die zelf drie over par speelde in de laatste ronde; maar dat was genoeg voor de zege. Barnes werd nog bijgehaald door zijn landgenoten David Duval en Phil Mickelson. De Engelsman Ross Fisher werd vijfde en eerste Europeaan. Titelverdediger Tiger Woods eindigde net achter hem op een gedeelde zesde plaats.

## Uitslag

### Uitslag na 72 holes (par = 70)
| #   | Speler           | Land | Score           | t.o.v. par |
| --- | ---------------- | ---- | --------------- | ---------- |
| 1   | Lucas Glover     | USA  | 69-64-70-73=276 | -4         |
| 2=  | Phil Mickelson   | USA  | 69-70-69-70=278 | -2         |
| 2=  | David Duval      | USA  | 67-70-70-71=278 | -2         |
| 2=  | Ricky Barnes     | USA  | 67-65-70-76=278 | -2         |
| 5   | Ross Fisher      | ENG  | 70-68-69-72=279 | -1         |
| 6=  | Tiger Woods      | USA  | 74-69-68-69=280 | 0          |
| 6=  | Søren Hansen     | DEN  | 70-71-70-69=280 | 0          |
| 6=  | Hunter Mahan     | USA  | 72-68-68-72=280 | 0          |
| 9   | Henrik Stenson   | SWE  | 73-70-70-68=281 | +1         |
| 10= | Rory McIlroy     | NIR  | 72-70-72-68=282 | +2         |
| 10= | Matt Bettencourt | USA  | 75-67-71-69=282 | +2         |
| 10= | Sergio Garcia    | ESP  | 70-70-72-70=282 | +2         |
| 10= | Ryan Moore       | USA  | 70-69-72-71=282 | +2         |
| 10= | Stephen Ames     | CAN  | 74-66-70-72=282 | +2         |
| 10= | Mike Weir        | CAN  | 64-70-74-74=282 | +2         |